# Bioorganic & Medicinal Chemistry Letters
Bioorganic & Medicinal Chemistry Letters je naučni časopis sa fokusom na rezultatima istraživanja molekularnih struktura bioloških organizama i interakcija bioloških ciljeva sa hemijskim agensima. Ovaj časopis objavljuje Elsevier, koji isto tako objavljuje Bioorganic & Medicinal Chemistry za duže radove.